# اقتصاد اطلاعات
بحث دربارهٔ نقش اطلاعات در اقتصاد، از بازاندیشی و زیر سؤال بردن یکی از فرض‌های نظریه رقابت کامل در بازار شروع شد. این فرض بر این مبنا است که تمام شرکت کنندگان در بازار، از تمام قیمت‌ها و تمام اطلاعات فناورانه مربوط، اطلاعات کامل دارند. بدین معنا که از یک سو، بنگاه‌ها، قیمت‌های تمام کالاهایی را که احتمالاً می‌توانند تولید کنند و فناوری تولید این کالاها و نیز قیمتی که در آن می‌توانند نهاده‌های لازم را خریداری کنند، می‌دانند. از سوی دیگر، تمام افراد هم از قیمت‌هایی که در آن می‌توانند تمام کالاها را خریداری کنند و منابع شان را به‌طورکلی و به خصوص نیروی کارشان را بفروشند، آگاه هستند. به عبارت دیگر فرض می‌شود که مصرف‌کنندگان، صاحبان منابع و بنگاه‌هایی که در بازار هستند، دربارهٔ وضعیت حال و آینده قیمت‌ها و هزینه‌ها و فرصت‌های اقتصادی بازار، اطلاعات کامل دارند؛ بنابراین مصرف‌کنندگان قیمتی بیش از آنچه لازم است، برای کالا نمی‌پردازند. تفاوت قیمت‌ها به سرعت از بین می‌رود و در سراسر بازار برای هر کالا تنها یک قیمت مطرح می‌شود. منابع به پیشنهاد دهنده بالاترین قیمت، فروخته می‌شود و با داشتن اطلاعات کامل از جریان قیمت‌ها و هزینه‌ها در حال و آینده، تولیدکنندگان به‌طور دقیق می‌دانند که چه میزان باید تولید کنند.
حال اگر اطلاعات بدین گونه برای طرفین آشکار و مهیا نباشد چه می‌شود؟ پاسخ به این سؤال اساسی و تحلیل واقعیت‌های موجود در دنیای واقع موضوعی را تحت عنوان اقتصاد اطلاعات پدیدآورد که در ذیل به‌طور خلاصه به توضیح چندوچون این کار خواهیم پرداخت.
کوتاه سخن آنکه منظور از اقتصاد اطلاعات، بررسی چگونگی توزیع اطلاعات بین عاملان اقتصادی و نحوه تأثیرگذاری وجود یا عدم وجود این اطلاعات بر رفاه عاملان اقتصادی است. منظور از رفاه در این تعریف منافع عمومی عاملان اقتصادی است که به عنوان مثال در مورد مصرف‌کننده به مطلوبیت و در مورد بنگاه به سود اشاره می‌کند. مباحثی از قبیل اطلاعات ناکامل و اطلاعات نامتقارن از جمله مباحثی هستند که در این حوزه مورد بررسی قرار می‌گیرند.

## تاریخچه

### مقاله پیشگام هایک (استفاده از اطلاعات در جامعه)
فردریش هایک در مقاله پیشگام خود در سال ۱۹۴۵ معتقد است: «ما باید به نظام قیمت به عنوان مکانیزم انتقال اطلاعات بنگریم» (هایک، ۱۹۴۵: ص۵۲۶). هایک در ادامه ذکر می‌کند که: چه مسئله‌ای را می‌خواهیم حل کنیم وقتی تلاش می‌کنیم که نظم اقتصادی منطقی بسازیم؟ یک پاسخ این است که اگر ما همه اطلاعات مربوط را داشتیم و می‌توانستیم از نظام معین ترجیحات شروع کنیم و نیز اگر از ابزارهای موجود آگاهی کامل داشتیم، تنها یک مسئله باقی می‌ماند و آن پاسخ به این پرسش است که بهترین راه استفاده از ابزارهای موجود، چیست.
اما «آگاهی» از شرایط مورد استفاده هیچ‌گاه به شکل متمرکز یا ادغام شده، وجود ندارد؛ بلکه این آگاهی صرفاً به صورت اجزای (ذره‌های) پخش شده، ناقص است و تمام افراد جدا از هم، آن را در اختیار دارند؛ بنابراین مسئله اقتصادی جامعه این است که چگونه منابع «معین» را با استفاده از اطلاعات تخصیص دهیم، درحالیکه به هیچ‌کس کل آن اطلاعات داده نشده‌است. برنامه‌ریزی برای تخصیص منابع موجود، مبتنی بر «اطلاعاتی» است که باید به برنامه‌ریز داده شود و از قبل در اختیار او نیست.
چه‌کسی باید برنامه‌ریزی کند؟ اختلاف نظر دربارهٔ این نیست که آیا برنامه‌ریزی باید انجام شود یا نه؛ بلکه در این مورد است که آیا برنامه‌ریزی برای کل نظام اقتصادی باید مرکزی باشد یا باید میان تعداد زیادی از افراد تقسیم شود. اصطلاح «برنامه‌ریزی» که در ادبیات اقتصادی متداول است، به معنای برنامه‌ریزی مرکزی است؛ یعنی هدایت کل نظام اقتصادی طبق یک برنامه یکپارچه انجام شود. رقابت به معنای برنامه‌ریزی غیر متمرکز است و تعداد زیادی از افراد، جداگانه، آن را انجام می‌دهند. اینکه کدام‌یک از این دو نظام، کارایی بیشتری دارد، عمدتاً به پاسخ این پرسش بستگی دارد که کدام یک از «اطلاعات» موجود در جامعه کامل‌تر استفاده می‌کنند. در یک نظام اقتصادی متمرکز باید تمام اطلاعات به مقامات برنامه‌ریز مرکزی منتقل شود؛ اطلاعاتی که ابتدا میان تعداد زیادی از افراد مختلف پخش شده بود. راه دیگر، انتقال «اطلاعات اضافی» به افراد برحسب نیازشان است تا بتوانند برنامه‌هایشان را با برنامه دیگران هماهنگ کنند. اگر توافق کنیم که مسئله اقتصادی جامعه عمدتاً انطباق با تغییرات در شرایط زمان و مکان است، در این‌صورت تصمیمات نهایی باید به افرادی واگذار شود که با این شرایط آشنا باشند و تغییرات و منابع موجود انجام آن را می‌شناسند. نمی‌توانیم انتظار داشته باشیم که با انتقال این آگاهی به یک هیئت مرکزی و ادغام تمام اطلاعات، فرامین هیئت صادر شود؛ بلکه باید این مسئله را با عدم تمرکز حل کنیم. با عدم تمرکز این اطمینان حاصل می‌شود که اطلاعات مربوط به مقتضیات خاص زمان و مکان، بلافاصله مورد استفاده قرار می‌گیرد.
نظام قیمت، مکانیزمی برای انتقال اطلاعات است. مهم‌ترین واقعیت نظام قیمت، اطلاعاتی است که براساس آن عمل می‌شود. هر شرکت‌کننده در نظام قیمت، به‌طور انفرادی اطلاعات اندکی لازم دارد تا بتواند اقدام درست را انجام دهد. حل مسائل نظام قیمت با تعامل افرادی است که هر یک تنها «اطلاعات جزئی» دارند. اطلاعات انسان کامل نیست و به کسب مستمر و انتقال اطلاعات نیاز دارد.
هایک در سخنرانی دریافت جایزه نوبل (۱۹۷۴)، بازار را یک «نظام اطلاعاتی» دانست که برای استفاده از اطلاعات پخش شده، در مقایسه با هر مکانیزم دیگری که بشر آگاهانه طراحی کرده‌است، مکانیزم کاراتری دارد. هر چند نظریه نئوکلاسیک به محدودیت‌های اطلاعاتی توجه نکرده‌است و در واقع اطلاعات نقشی در این نظریه ندارد؛ اما هایک، مکرر، از اطلاعات صحبت کرده‌است.

### پیدایش رشته اقتصاد اطلاعات
رشته «اقتصاد اطلاعات» با انتشار دو مقاله در سال ۱۹۶۱، یکی توسط ویلیام ویکری (William Vickrey) و دیگری توسط جرج استیگلر (George Stigler)، متولد شد. اولین مقاله، «اقتصاد اطلاعات» تألیف جورج استیگلر و دومین مقاله، «سفته بازی متقابل، حراجها و مناقصه‌های رقابتی مهروموم شده» به قلم ویلیام ویکری است. ویلیام ویکری حالتی را در نظر می‌گیرد که مقوله غیرقابل تقسیم و منحصربه‌فردی قرار است به یکی از خریداران بالقوه فروخته شود. ویکری نشان می‌دهد که با ارزش‌های خصوصی مستقل و مزایده‌گزاران همگن، قیمت مورد انتظار معامله در روش حراج از نوع انگلیسی و هلندی یکی است. او سپس مفهوم حراج مزایده مهر و موم شده قیمت دوم را وارد می‌کند و نشان می‌دهد که معادل روش حراج انگلیسی است. ویکری برتری روش حراج انگلیسی برحراج هلندی را در شرایط ریسک پذیری، وجود مزایده‌گزاران بیتجربه و سایر مواردی که باعث دورشدن از فرض‌های استاندارد می‌شود، نشان می‌دهد که در آن روش حراج انگلیسی، بهینه پارتو است.
جورج استیگلر در مقاله خود مدل سادهای برای جستجو ارائه کرد؛ این مدل شامل اطلاعات بود. او نظریه استاندارد اقتصادی را به کار گرفت تا به‌طور درونزا مشخص کند که کارگزاران اقتصادی چه میزان اطلاعات باید کسب کنند. نقش استیگلر، مدلسازی صریح به منظور فعالیت برای کسب اطلاعات در چهارچوب مارشالی موجود بود. استیگلر از این واقعیت شروع می‌کند که هیچ خریداری از قیمتهایی که فروشندگان مختلف در هر زمان معین اعلام می‌کنند، آگاهی ندارند. در نتیجه خریداران برای پی بردن به مطلوب‌ترین قیمت، باید از فروشندگان مختلف نظرخواهی کنند. استیگلر این «نظرخواهی» را مدلسازی می‌کند. خریداری که به دنبال یک واحد از کالای همگن است، n پیشنهاد مستقل جمع‌آوری می‌کند که از توزیع مشترک f به دست آمده‌است. هزینه هر پیشنهاد، c است و از آنجا که مسئله جستجوی خریدار خنثی نسبت به ریسک، صرفاً انتخاب اندازه نمونه n بهگون‌های است که مجموع قیمت مورد انتظار پرداخت شده برای کالا به اضافه هزینه جستجو را حداقل سازد، اندازه بهینه جستجو از شرط مرتبه اول محاسبه شده‌است. از این مطالب دو نتیجه مهم به دست می‌آید: اول اینکه پیش‌بینی می‌شود پخش قیمت اتفاق بیفتد که به معنای نقض قانون یک قیمتی است؛ در این صورت تفاوت در قیمتهای معاملات برای کالای همگن تحقق پیدا می‌کند. دوم اینکه منابع بیکار پیش‌بینی شده‌است. فعالیت جستجو نشاندهنده سرمایهگذاری در حصول قیمت فروش یا اجاره بالاتر است. علاوه بر آن مدل جستجوی استیگلر راه دیگری فراهم می‌کند که منجر به شناخت فرایند شکل‌گیری قیمت می‌شود.

### چند تن از افراد تأثیرگذار در اقتصاد اطلاعات
- استیگلر(George Stigler)
- آکرلف (George Akerlofe)
- ویکری (William Vickrey)
- میرلس(James Myles)

## مفاهیم پایه

### اطلاعات
اطلاعات یا آگاهش در کوتاه‌ترین تعریف، «داده‌های پردازش شده» است. داده‌ها (data) مواد خام بالقوه معنی داری هستند که ما آن‌ها را در راستای شناختن و فهمیدن و حتی تفسیر چیزها، کالاها، رویدادها یا هرگونه هستی ای که در جهان واقعیت یا دنیای خیال یافت می‌شوند، به واسطه روش‌های پژوهشی، ابزارهای شناختی مانند دستگاه زبان، احساسات پنج‌گانه، ذهن و مغز و حتی تجربه خود به دست می‌آوریم. اطلاعات، آگاهی‌های به دست آمده از عنصرها و رویدادهای جهان هستی است. به زبان محدود تکنیکی، مجموعه‌ای از نمادهای زبانی معنی دار و پیوسته دربارهٔ موجودات است. اطلاعات در زبان انگلیسی (information) از نظمی ساختاری و ذاتی خبر می‌دهد.

### انقلاب اطلاعات
انقلاب اطلاعات موضوع نسبتاً جدیدی در ادبیات علمی است. بسیاری از صاحبنظران انقلاب اطلاعات را چیزی شبیه انقلاب صنعتی ارزیابی کرده‌اند و اساساً انقلاب ابررسانه و اطلاعات را بعد از انقلاب صنعتی انقلاب برق انقلاب نفت و انقلاب الکترونیک، پنجمین انقلاب علمی بشر بعد از رنسانس می‌دانند و اعتقاد دارند که این تحول، شیوهٔ تولید، توزیع و مصرف اطلاعات را دگرگون ساخته‌است. یکی از جنبه‌های مهم و اساسی این انقلاب اقتصاد اطلاعات است زیرا اثرات اقتصادی انقلاب اطلاعات بسیار شگرف بوده‌است.

### ارزش اطلاعات
نقطهٔ آغازین تحلیل اقتصادی مشاهدهٔ این نکته‌است که اطلاعات ارزش اقتصادی دارد، چرا که اطلاعات به افراد اجازه می‌دهد تا انتخابی انجام دهند که عایدی انتظاری یا مطلوبیت انتظاری آن‌ها را نسبت به زمانی که اطلاعات وجود ندارد حداکثر سازند.

### مکانیزم تعیین قیمت اطلاعات
خصوصیات و ماهیت کاملاً متفاوت فناوری اطلاعات نسبت به سایر کالاها و خدمات موجب شده‌است که برای بررسی بعد اقتصادی اطلاعات، روش‌های تحلیل جدید (البته نه نوع جدیدی از تحلیل) بکار گرفته شود؛ لذا در بررسی و تحلیل بازار اطلاعات در عین حال که از روش‌های کاملاً جدیدی استفاده می‌شود عواملی مثل سلیقهٔ افراد، فناوری تولید و ساختار بازار در چگونگی کارکرد این بازار نقش مبنایی ایفا می‌کند. بخش عمده‌ای از اقتصاد اطلاعات بر مکانیزم تعیین قیمت اطلاعات جهت استفادهٔ کارا و مؤثر از منابع اختصاص دارد. در این زمینه همان‌طور که در بالا اشاره شد هایک کار را آغاز کرد و دیگر اقتصاددانان (همچون افراد نامبرده در بالا) این مسیر را ادامه دادند.

## تقارن و عدم تقارن اطلاعات
اینکه اطلاعات چگونه‌است در تعیین مکانیزم قیمت اطلاعات و رسیدن به کارایی اهمیت دارد اگر اطلاعات در دسترس همگان یکسان بوده و همهٔ افراد حاضر در بازار موردنظر اطلاعات یکسانی داشته باشند گوییم فرض تقارن اطلاعات برقرار بوده و هیچ‌کس به علت نداشتن اطلاعات در معرض عدم دست‌یابی به کارایی قرار نخواهد گرفت. ضمن آنکه برقراری اطلاعات متقارن یکی از فروض تشکیل بازار رقابت کامل است.
وجود اطلاعات متقارن ضرورتی برای مطرح شدن اقتصاد اطلاعات ایجاد نمی‌کند. از آنجا که در واقعیت افراد حاضر در بازار خاص نسبت به امر مورد نظر اطلاعات یکسانی ندارند لذا افراد با عدم تقارن اطلاعات مواجه بوده و از این ناحیه امکان عدول از بهینهٔ پرتو به آسانی امکان‌پذیر خواهد بود. به دلیل آنکه عدم تقارن اطلاعات موضوع اصلی اقتصاد اطلاعات است در ذیل جداگانه به آن خواهیم پرداخت.

### اطلاعات نامتقارن
اطلاعات نامتقارن در واقع حالت خاصی از اطلاعات ناکامل است که در اکثر مسائل اقتصادی شایع است. عمده بحث‌ها در اقتصاد اطلاعات به مسئلهٔ اطلاعات نامتقارن مربوط می‌شود یعنی موقعیتی که در آن یک عامل اقتصادی در مورد مبادلهٔ خود اطلاعات خاصی دارد که طرف دیگر مبادله آن اطلاعات را ندارد؛ مثلاً کارگر در فروش نیروی کار خود به کارفرما در مورد نحوه و میزان تلاش و بهره‌وری خود از اطلاعات بیش‌تری برخوردار است تا کارفرما. از این جهت رفتار عاملان اقتصادی در شرایط عدم تقارن اطلاعات به‌طور حتم با تعامل‌های استراتژیک همراه‌است. نکته‌ای که در اینجا باید تأکید شود این است که معمولاً طرف مبادله با اطلاعات بیش‌تر می‌خواهد فرد کمتر مطلع را استثمار کند. این رفتار فرصت طلبانه منجر به از بین رفتن ویژگی‌های خوب بازار رقابت کامل و بروز عجز و نقص بازار رقابت ناقص می‌شود. در کل می‌توان گفت که اطلاعات نامتقارن موجب بروز دو نوع رفتار فرصت‌طلبانهٔ انتخاب بد (کژگزینی) و مخاطرهٔ اخلاقی (کژمنشی) می‌شود. (این موارد و شیوه‌های رفع این مشکل‌ها به صورت خیلی کوتاه در ذیل توضیح داده می‌شود و برای مطالعهٔ توضیح کامل‌تر در هر مورد به صفحهٔ مربوط ارجاع داده می‌شود).

#### انتخاب بد و نامناسب (کژگزینی)
کژگزینی نوعی رفتار فرصت طلبانه‌است که در موقعیتی رخ می‌دهد که در آن یک فرد با اطلاعات بیشتر از مبادله سود برده و مزیت کسب می‌کند یا اساساً در جایی بروز می‌کند که یک فرد مطلع با یک فرد با اطلاعات کمتر در مورد یک مشخصهٔ خاص غیرقابل مشاهده از وی (فرد مطلع) قرارداد می‌بندد؛ مثلاً افرادی که با درجهٔ معینی از ریسک از بانک‌ها اعتبار می‌گیرند در مورد اندازهٔ ریسک و وضعیت خود بیش از بانک‌ها مطلع‌اند.
برای حل این مشکل از روش‌هایی استفاده می‌شود که منجر به برابرسازی اطلاعات شوند: علامت دهی و غربال کردن.

##### علامت دهی
علامت دادن (signaling) اقدامی است که توسط فرد مطلع انجام می‌شود تا برای فرد کمتر مطلع در مبادله اطلاعات بفرستد تا از این طریق از بروز کژگزینی جلوگیری شود. مانند کارگرانی که در موقع استخدام سعی می‌کنند تا به کارفرما بفهمانند که دارای توانایی لازم هستند. حتی در مصاحبهٔ استخدام سعی می‌کنند که با سر و وضع مناسب حاضر شوند، به موقع حاضر شوند، آدامس نجوند و با ارائه مدارک مربوط به آموزش‌ها در مورد سابقه و تجربهٔ خود به کارفرما علامت بدهند تا در کل مشکل کژگزینی رخ ندهد.

##### غربال کردن
غربال کردن (screening) اقدامی‌است که توسط فرد غیر مطلع انجام می‌شود تا وی به تمام یا بخشی از اطلاعاتی که فرد مطلع دارد دست یابد. مانند خریدار ماشین دست دومی که قبل از خرید چند بار سوار ماشین می‌شود تا از کیفیت آن مطلع شود. از این طریق طرف‌های نامطلع سعی می‌کنند عدم مزیت اطلاعاتی خود را از طریق غربال کردن و جمع‌آوری اطلاعات در مورد مشخصات مشاهده نشدهٔ افراد مطلع، از بین ببرند؛ بنابراین افرادی که اطلاعات کمتری دارند و پس از غربال کردن، اطلاعات بیش‌تری کسب می‌کنند چه بسا از امضا قرارداد امتناع کرده یا شرایط آن را تغییر داده یا مثلاً قیمت را تعدیل کنند.

#### مخاطرات اخلاقی (کژمنشی)
کژمنشی وقتی اتفاق می‌افتد که طرفی که اقدامات وی قابل مشاهده نیست احتمال رخداد حوادث را تحت تأثیر قرار دهد یا احتمال پرداخت توسط طرف دیگر را افزایش می‌دهد. کژمنشی موجب استفادهٔ ناکارا از منابع می‌شود.

##### مثال
در قرارداد میان مدیر و کارگزار، مدیر با کارگزاری قرارداد می‌بندد که اقدامی انجام دهد که به نفع مدیر باشد. اما کارگزار ممکن است در صورت عدم نظارت مستقیم مدیر، این اقدام تعهد نموده را خوب انجام ندهد؛ و مرتکب کژمنشی شود؛ مثلاً کارفرما با کارگر قرارداد می‌بندد که به ازا هر ساعت ارائه خدمات کار، دستمزد معینی به وی بپردازد. کارگر هم متعهد می‌شود که تلاش خود را حین کار انجام دهد اما وقتی تحت نظارت مستقیم نباشد ممکن است کم‌کاری کند و تعهد خود را انجام ندهد.